# Canton de Sancerre
Le canton de Sancerre est une circonscription électorale française située dans le département du Cher et la région Centre-Val de Loire.
À la suite du redécoupage cantonal de 2014, les limites territoriales du canton sont remaniées. Le nombre de communes du canton passe de 18 à 36.

## Histoire
Un nouveau découpage territorial du Cher entre en vigueur en mars 2015, défini par le décret du 21 février 2014, en application des lois du 17 mai 2013 (loi organique 2013-402 et loi 2013-403). Les conseillers départementaux sont, à compter de ces élections, élus au scrutin majoritaire binominal mixte. Les électeurs de chaque canton élisent au Conseil départemental, nouvelle appellation du Conseil général, deux membres de sexe différent, qui se présentent en binôme de candidats. Les conseillers départementaux sont élus pour 6 ans au scrutin binominal majoritaire à deux tours, l'accès au second tour nécessitant 12,5 % des inscrits au 1er tour. En outre la totalité des conseillers départementaux est renouvelée. Ce nouveau mode de scrutin nécessite un redécoupage des cantons dont le nombre est divisé par deux avec arrondi à l'unité impaire supérieure si ce nombre n'est pas entier impair, assorti de conditions de seuils minimaux. Dans le Cher, le nombre de cantons passe ainsi de 35 à 19. Le nombre de communes du canton de Sancerre passe de 18 à 36. Le nouveau canton est formé de communes des anciens cantons de Sancerre, de Vailly-sur-Sauldre et de Léré.

## Géographie
Ce canton est organisé autour de Sancerre dans l'arrondissement de Bourges. Son altitude varie de 139 m (Bannay) à 392 m (Sens-Beaujeu) pour une altitude moyenne de 219 m.

## Représentation

### Conseillers d'arrondissement (de 1833 à 1940)
Le canton de Sancerre avait deux conseillers d'arrondissement.
Il faisait partie de l'arrondissement de Sancerre jusqu'à sa disparition en 1926.
| Période                                  | Période           | Identité                                            | Étiquette          | Qualité |
| ---------------------------------------- | ----------------- | --------------------------------------------------- | ------------------ | --- |
| 1833                                     | 1833              | Baron Benjamin de Tascher de La Pagerie (1797-1858) |                    | Ancien lieutenant de chasseurs, maire de Thauvenay Élu conseiller général du canton d'Henrichemont          |
| 1833                                     | 1845              | Henri Clairault                                     |                    | Notaire à Sancerre                                                                                          |
| 1833                                     | 1852              | Philippe Gay-Lugny                                  |                    | Maire de Feux                                                                                               |
| 1845                                     | 1848              | M. Lamare                                           |                    | Avocat à Sancerre                                                                                           |
| 1848                                     | 1852              | Claude Buchet de Martigny (1795-1856)               |                    | Ancien consul général en Belgique, propriétaire à Sury-en-Vaux                                              |
| 1852                                     | 1856              | Désiré Morot                                        |                    | Président du Tribunal civil de Sancerre                                                                     |
| 1852                                     |                   | Henri Clérault                                      |                    | Notaire à Sancerre                                                                                          |
|                                          |                   |                                                     |                    | |
| ?                                        | 1895              | Marc Dion                                           | Radical            | Maire de Menetou-Râtel, Président du Conseil d'arrondissement                                               |
| 1889                                     | 1901              | Ernest Manceau                                      | Républicain        | Viticulteur, maire de Sury-en-Vaux                                                                          |
| 1889                                     | 1901              | Jean Collard                                        | Conservateur       | Ancien officier, maire de Jalognes                                                                          |
| 1901                                     | 1907              | Marc Dion                                           | Radical            | Maire de Menetou-Râtel                                                                                      |
| 1901                                     | 1907              | Auguste Lemoine                                     | Radical            | Maire de Vinon                                                                                              |
| 1907                                     | 1929              | Jean Biquin                                         | Radical            | Président de la mutuelle bétail de Sancerre                                                                 |
| 1907                                     | 1908 (annulation) | Louis-Constant Pinard                               |                    | Viticulteur, maire de Saint-Satur                                                                           |
| 1908                                     | 1920 (décès)      | Louis-Hippolyte Mallet                              |                    | Propriétaire à Veaugues                                                                                     |
| 1920                                     | 1920 (décès)      | Joseph Hardouin                                     | Radical            | Agriculteur, maire de Feux                                                                                  |
| 1920                                     | 1940              | François Perrot                                     | Rad.ind.           | Notaire à Sancerre, suppléant du juge de paix                                                               |
| 1937                                     | 1940              | Lucien Mallet                                       | Rad. puis Soc.ind. | Maire de Feux                                                                                               |
| 1940                                     |                   |                                                     |                    | Les conseils d'arrondissement ont été suspendus par la loi du 12 octobre 1940 et n'ont jamais été réactivés |
| Les données manquantes sont à compléter. |                   |                                                     |                    | |

### Conseillers généraux de 1833 à 2015
| Période | Période      | Identité                                 | Étiquette          | Qualité |
| ------- | ------------ | ---------------------------------------- | ------------------ | --- |
| 1833    | 1848         | Comte Camille de Montalivet              | Droite Monarchiste | Propriétaire à Saint-Bouize Intendant général de la liste civile (1830-1848) Pair de France (1823-1848) Ministre de l'Intérieur (1830-1831, 1832, 1836) Ministre de l'Instruction publique et des Cultes (1831-1832) Sénateur inamovible (1879-1880) |
| 1848    | 1852         | Prosper Duvergier de Hauranne            | Droite Monarchiste | Journaliste et écrivain Propriétaire du château et maire d'Herry Représentant du peuple (1831-1849, 1850-1851) |
| 1852    | 1856 (décès) | Baron Claude Juste Henri Buchet-Martigny |                    | Ancien ministre plénipotentiaire Propriétaire à Sury-en-Vaux |
| 1856    | 1868 (décès) | Gabriel Frédéric Guillaume Désiré Morot  |                    | Président du Tribunal civil de Sancerre, conseiller d'arrondissement |
| 1869    | 1880         | Arthur de Chabaud-Latour                 | Droite             | Militaire, administrateur de la Compagnie des Mines d'Anzin Député (1871-1876), maire de Thauvenay |
| 1880    | 1907 (décès) | Charles Cassier                          | Républicain        | Ancien maire de Sancerre |
| 1907    | 1907 (décès) | Louis Etienne Chamaillard                | Conservateur       | Médecin à Sancerre |
| 1907    | 1913         | Marc Dion                                | Radical            | Propriétaire aux Champions, Menetou-Râtel, conseiller d'arrondissement |
| 1913    | 1919 (décès) | Pierre Adolphe Cassier                   | Républicain        | Chef de bataillons au Tonkin |
| 1919    | 1929 (décès) | Camille Maupin                           |                    | Vétérinaire à Sancerre |
| 1929    | 1934         | Jean Biquin                              | Rad.               | Conseiller d'arrondissement, Président de la mutuelle bétail de Sancerre |
| 1934    | 1940         | Victor Bouillot                          | RG                 | Perruquier, coiffeur Maire de Ménétréol-sous-Sancerre Nommé conseiller départemental en 1943 |
|         |              |                                          |                    | |
| 1945    | 1951         | Paulin Roulin (1882-1972)                | SFIO               | Tonnelier Maire de Crézancy-en-Sancerre |
| 1951    | 1958         | M. Joulin                                | DVD                | |
| 1958    | 1962 (décès) | Tom Hainguerlot (1900-1962)              | PPUS-CNIP          | Propriétaire exploitant Maire de Vinon |
| 1962    | 1982         | Roland Fleuriet (1912-2001)              | RI puis DVD        | Cultivateur Maire de Verdigny |
| 1982    | 1994         | Jacques Genton                           | UDF-CDS            | Secrétaire général honoraire du comité économique et social des communautés européennes Sénateur (1971-1998) Député (1951-1956) Maire de Sancerre (1971-1995)                                                                                        |
| 1994    | 2001         | Pierre Touzery (1930-2003)               | DVD                | Maire de Sancerre de 1995 à 2001 |
| 2001    | 2011 (décès) | Guy Poubeau (1938-2011)                  | UMP                | Maire de Saint-Satur |
| 2011    | 2015         | Michelle Guillou                         | DVD                | Employée Ancien maire de Saint-Bouize |

### Représentation après 2015
| Période élective | Période élective | Mandat | Mandat   | Identité         | Nuance | Nuance | Qualité |
| ---------------- | ---------------- | ------ | -------- | ---------------- | ------ | ------ | --- |
| 2015             | 2021             | 2015   | 2021     | Patrick Bagot    |        | DVD    | Menuisier, maire de Belleville-sur-Loire (2014-2020)                                                                |
| 2015             | 2021             | 2015   | 2021     | Michelle Guillou |        | DVD    | Employée Adjointe au Maire de Jalognes jusqu'en 2020 5ème Vice-Présidente du Conseil départemental                  |
| 2021             | 2028             | 2021   | en cours | Patrick Bagot    |        | DVD    | Conseiller sortant                                                                                                  |
| 2021             | 2028             | 2021   | en cours | Sophie Chestier  |        | DVD    | Exploitante agricole, maire de Veaugues (jusqu'en 2020), 10e vice-présidente chargée de la culture et du patrimoine |

### Résultats détaillés

#### Élections de mars 2015
À l'issue du 1er tour des élections départementales de 2015, trois binômes sont en ballottage : Patrick Bagot et Michelle Guillou (Union de la Droite, 34,88 %), Corinne Dufresne et Gérard Thorel (FN, 29,9 %) et Brigitte Chotard et Pascal Viguie (PS, 27,06 %). Le taux de participation est de 55,57 % (8 426 votants sur 15 164 inscrits) contre 51 % au niveau départementalet 50,17 % au niveau national.
Au second tour, Patrick Bagot et Michelle Guillou (Union de la Droite) sont élus avec 40,35 % des suffrages exprimés et un taux de participation de 58,49 % (3 461 voix pour 8 869 votants et 15 164 inscrits).

#### Élections de juin 2021
Le premier tour des élections départementales de 2021 est marqué par un très faible taux de participation (33,26 % au niveau national). Dans le canton de Sancerre, ce taux de participation est de 38,32 % (5 558 votants sur 14 506 inscrits) contre 32,99 % au niveau départemental. À l'issue de ce premier tour, deux binômes sont en ballottage : Patrick Bagot et Sophie Chestier (DVD, 48,67 %) et Pascale Marq et Bruno Van Der Putten (Divers, 29,52 %).
Le second tour des élections est marqué une nouvelle fois par une abstention massive équivalente au premier tour. Les taux de participation sont de 34,3 % au niveau national, 34,03 % dans le département et 39,54 % dans le canton de Sancerre. Patrick Bagot et Sophie Chestier (DVD) sont élus avec 61,22 % des suffrages exprimés (3 231 voix pour 5 735 votants et 14 506 inscrits),,. 

## Composition

### Composition avant 2015
Le canton de Sancerre regroupait dix-huit communes.
| Nom                     | Code Insee | Codepostal | Superficie (km2) | Population (dernière pop. légale) | Densité (hab./km2) |
| ----------------------- | ---------- | ---------- | ---------------- | --------------------------------- | ------------------ |
| Sancerre (chef-lieu)    | 18241      | 18300      | 16,27            | 1 541 (2012)                      | 95                 |
| Bannay                  | 18020      | 18300      | 25,03            | 814 (2012)                        | 33                 |
| Bué                     | 18039      | 18300      | 6,30             | 342 (2012)                        | 54                 |
| Couargues               | 18074      | 18300      | 11,62            | 197 (2012)                        | 17                 |
| Crézancy-en-Sancerre    | 18079      | 18300      | 18,92            | 476 (2012)                        | 25                 |
| Feux                    | 18094      | 18300      | 27,46            | 350 (2012)                        | 13                 |
| Gardefort               | 18098      | 18300      | 8,44             | 143 (2012)                        | 17                 |
| Jalognes                | 18116      | 18300      | 28,09            | 285 (2012)                        | 10                 |
| Menetou-Râtel           | 18144      | 18300      | 28,01            | 483 (2012)                        | 17                 |
| Ménétréol-sous-Sancerre | 18146      | 18300      | 5,67             | 368 (2012)                        | 65                 |
| Saint-Bouize            | 18200      | 18300      | 14,97            | 335 (2012)                        | 22                 |
| Saint-Satur             | 18233      | 18300      | 7,86             | 1 554 (2012)                      | 198                |
| Sens-Beaujeu            | 18249      | 18300      | 21,54            | 423 (2012)                        | 20                 |
| Sury-en-Vaux            | 18258      | 18300      | 15,82            | 712 (2012)                        | 45                 |
| Thauvenay               | 18262      | 18300      | 9,86             | 345 (2012)                        | 35                 |
| Veaugues                | 18272      | 18300      | 27,92            | 681 (2012)                        | 24                 |
| Verdigny                | 18274      | 18300      | 4,99             | 302 (2012)                        | 61                 |
| Vinon                   | 18287      | 18300      | 18,01            | 290 (2012)                        | 16                 |

### Composition à partir de 2015
Le nouveau canton de Sancerre comprend trente-six communes entières.
| Nom                              | Code Insee | Intercommunalité                     | Superficie (km2) | Population (dernière pop. légale) | Densité (hab./km2) | Modifier                                    |
| -------------------------------- | ---------- | ------------------------------------ | ---------------- | --------------------------------- | ------------------ | ------------------------------------------- |
| Sancerre (bureau centralisateur) | 18241      | CC Pays Fort Sancerrois Val de Loire | 16,27            | 1 328 (2022)                      | 82                 | modifier les données · modifier les données |
| Assigny                          | 18014      | CC Pays Fort Sancerrois Val de Loire | 17,05            | 152 (2022)                        | 8,9                | modifier les données · modifier les données |
| Bannay                           | 18020      | CC Pays Fort Sancerrois Val de Loire | 25,03            | 841 (2022)                        | 34                 | modifier les données · modifier les données |
| Barlieu                          | 18022      | CC Pays Fort Sancerrois Val de Loire | 27,87            | 336 (2022)                        | 12                 | modifier les données · modifier les données |
| Belleville-sur-Loire             | 18026      | CC Pays Fort Sancerrois Val de Loire | 11,01            | 990 (2022)                        | 90                 | modifier les données · modifier les données |
| Boulleret                        | 18032      | CC Pays Fort Sancerrois Val de Loire | 32,71            | 1 389 (2022)                      | 42                 | modifier les données · modifier les données |
| Bué                              | 18039      | CC Pays Fort Sancerrois Val de Loire | 6,30             | 305 (2022)                        | 48                 | modifier les données · modifier les données |
| Concressault                     | 18070      | CC Pays Fort Sancerrois Val de Loire | 7,45             | 196 (2022)                        | 26                 | modifier les données · modifier les données |
| Couargues                        | 18074      | CC Pays Fort Sancerrois Val de Loire | 11,62            | 197 (2022)                        | 17                 | modifier les données · modifier les données |
| Crézancy-en-Sancerre             | 18079      | CC Pays Fort Sancerrois Val de Loire | 18,92            | 425 (2022)                        | 22                 | modifier les données · modifier les données |
| Dampierre-en-Crot                | 18084      | CC Pays Fort Sancerrois Val de Loire | 22,05            | 203 (2022)                        | 9,2                | modifier les données · modifier les données |
| Feux                             | 18094      | CC Pays Fort Sancerrois Val de Loire | 27,46            | 323 (2022)                        | 12                 | modifier les données · modifier les données |
| Gardefort                        | 18098      | CC Pays Fort Sancerrois Val de Loire | 8,44             | 126 (2022)                        | 15                 | modifier les données · modifier les données |
| Jalognes                         | 18116      | CC Pays Fort Sancerrois Val de Loire | 28,09            | 269 (2022)                        | 9,6                | modifier les données · modifier les données |
| Jars                             | 18117      | CC Pays Fort Sancerrois Val de Loire | 37,34            | 491 (2022)                        | 13                 | modifier les données · modifier les données |
| Léré                             | 18125      | CC Pays Fort Sancerrois Val de Loire | 15,98            | 1 095 (2022)                      | 69                 | modifier les données · modifier les données |
| Menetou-Râtel                    | 18144      | CC Pays Fort Sancerrois Val de Loire | 28,01            | 463 (2022)                        | 17                 | modifier les données · modifier les données |
| Ménétréol-sous-Sancerre          | 18146      | CC Pays Fort Sancerrois Val de Loire | 5,67             | 296 (2022)                        | 52                 | modifier les données · modifier les données |
| Le Noyer                         | 18168      | CC Pays Fort Sancerrois Val de Loire | 19,98            | 236 (2022)                        | 12                 | modifier les données · modifier les données |
| Saint-Bouize                     | 18200      | CC Pays Fort Sancerrois Val de Loire | 14,97            | 258 (2022)                        | 17                 | modifier les données · modifier les données |
| Saint-Satur                      | 18233      | CC Pays Fort Sancerrois Val de Loire | 7,86             | 1 410 (2022)                      | 179                | modifier les données · modifier les données |
| Sainte-Gemme-en-Sancerrois       | 18208      | CC Pays Fort Sancerrois Val de Loire | 14,84            | 403 (2022)                        | 27                 | modifier les données · modifier les données |
| Santranges                       | 18243      | CC Pays Fort Sancerrois Val de Loire | 24,31            | 438 (2022)                        | 18                 | modifier les données · modifier les données |
| Savigny-en-Sancerre              | 18246      | CC Pays Fort Sancerrois Val de Loire | 33,31            | 1 111 (2022)                      | 33                 | modifier les données · modifier les données |
| Sens-Beaujeu                     | 18249      | CC Pays Fort Sancerrois Val de Loire | 21,54            | 403 (2022)                        | 19                 | modifier les données · modifier les données |
| Subligny                         | 18256      | CC Pays Fort Sancerrois Val de Loire | 17,26            | 337 (2022)                        | 20                 | modifier les données · modifier les données |
| Sury-en-Vaux                     | 18258      | CC Pays Fort Sancerrois Val de Loire | 15,82            | 685 (2022)                        | 43                 | modifier les données · modifier les données |
| Sury-ès-Bois                     | 18259      | CC Pays Fort Sancerrois Val de Loire | 31,90            | 300 (2022)                        | 9,4                | modifier les données · modifier les données |
| Sury-près-Léré                   | 18257      | CC Pays Fort Sancerrois Val de Loire | 17,78            | 656 (2022)                        | 37                 | modifier les données · modifier les données |
| Thauvenay                        | 18262      | CC Pays Fort Sancerrois Val de Loire | 9,86             | 319 (2022)                        | 32                 | modifier les données · modifier les données |
| Thou                             | 18264      | CC Pays Fort Sancerrois Val de Loire | 9,19             | 78 (2022)                         | 8,5                | modifier les données · modifier les données |
| Vailly-sur-Sauldre               | 18269      | CC Pays Fort Sancerrois Val de Loire | 18,25            | 649 (2022)                        | 36                 | modifier les données · modifier les données |
| Veaugues                         | 18272      | CC Pays Fort Sancerrois Val de Loire | 27,92            | 605 (2022)                        | 22                 | modifier les données · modifier les données |
| Verdigny                         | 18274      | CC Pays Fort Sancerrois Val de Loire | 4,99             | 318 (2022)                        | 64                 | modifier les données · modifier les données |
| Villegenon                       | 18284      | CC Pays Fort Sancerrois Val de Loire | 32,93            | 215 (2022)                        | 6,5                | modifier les données · modifier les données |
| Vinon                            | 18287      | CC Pays Fort Sancerrois Val de Loire | 18,01            | 297 (2022)                        | 16                 | modifier les données · modifier les données |
| Canton de Sancerre               | 1816       |                                      | 687,99           | 18 143 (2022)                     | 26                 | modifier les données                        |

## Démographie

### Démographie avant 2015
| 1962   | 1968   | 1975   | 1982   | 1990   | 1999  | 2006  | 2011  | 2012  |
| ------ | ------ | ------ | ------ | ------ | ----- | ----- | ----- | ----- |
| 11 559 | 11 056 | 10 872 | 10 548 | 10 194 | 9 800 | 9 953 | 9 695 | 9 641 |

### Démographie depuis 2015
En 2022, le canton comptait 18 143 habitants, en évolution de −3,22 % par rapport à 2016 (Cher : −2,48 %, France hors Mayotte : +2,11 %).
| 2013   | 2018   | 2022   |
| ------ | ------ | ------ |
| 18 945 | 18 476 | 18 143 |